# Parrain (mafia)
Pour l’article homonyme, voir Parrain.

Structure d'une famille du crime de la Mafia américaine (Cosa Nostra).

Le parrain (en italien : padrino) désigne un chef d'une famille mafieuse.

## Fonction
Le « Parrain » a essentiellement trois fonctions :
- une fonction dirigeante : il chapeaute le Capocrimine, qui lui-même dirige ses Sottocapo, qui lui dirige le Caporegime ou Capodeccina, qui dirige le Soldato ;
- une fonction de médiateur, pour arbitrer les conflits à l'intérieur de sa famille au sens large[1] ;
- une fonction de conseiller des petites gens[1].

Il se distingue des autres mafieux par son audace, sa férocité (on pense ici par exemple à Salvatore Riina), un sens aigu des rapports de force et des relations humaines et une autorité naturelle, qui lui permet de s'imposer face aux autres.